# Shawn Lalonde
Shawn Beauchamp-Lalonde, född 10 mars 1990, är en kanadensisk professionell ishockeyspelare som spelar för Färjestad BK i SHL.
Lalonde draftades som 68:e totalt av Chicago Blackhawks i 2008 års NHL Entry Draft. Lalonde tecknade ett treårigt entry level-kontrakt med Blackhawks den 31 december 2009. Lalonde spelade vid tidpunkten för draften för Belleville Bulls i Ontario Hockey League. Under säsongen 2009/2010 ledde Lalonde Bulls försvar, gjorde flest poäng i laget med 56 poäng på 58 matcher och blev uttagen till OHL:s tredje all star-lag.
Efter att ha blivit utslagna i OHL-slutspelet blev Lalonde tilldelad att spela för Blackhawks samarbetslag i American Hockey League, Rockford IceHogs, den 16 mars 2010. Lalonde gjorde sitt första professionella mål med IceHogs i en 4-3–seger över Peoria Rivermen den 26 mars 2010.
Den 14 april 2011 kallade Chicago Blackhawks upp Lalonde till NHL. Lalonde gjorde sin NHL-debut för Blackhawks den 27 april 2013 mot St. Louis Blues. Han hade 14:47 i istid, spelade både som forward och back och avslutade spelet som +1 genom att vara på isen för Chicagos enda mål i matchen. Lalonde var kvar i Blackhawks trupp under deras tid i slutspelet.
Den 24 juli 2013 lämnade Lalonde Blackhawks organisation och tecknade ett ettårskontrakt med den tyska klubben Eisbären Berlin i DEL. Han svarade för sammanlagt 30 poäng (varav 12 mål) på 47 spelade grundseriematcher för Eisbären Berlin. I slutet på april 2014 presenterades Lalonde, tillsammans med Daniel Gunnarsson och Justin Pogge, som nyförvärv till Färjestad BK på en presskonferens.
Färjestad valde att säga upp kontraktet med Lalonde efter bara en säsong i klubben.

## Spelarstatistik
| 2005–06    | Cumberland Barons  | ODMHL      | 60 | 18 | 36 | 54 | 98  | —  | — | — | —  | —  |
| 2006–07    | Belleville Bulls   | OHL        | 58 | 6  | 20 | 26 | 71  | 13 | 1 | 1 | 2  | 6  |
| 2007–08    | Belleville Bulls   | OHL        | 66 | 9  | 22 | 31 | 67  | 21 | 2 | 7 | 9  | 25 |
| 2008–09    | Belleville Bulls   | OHL        | 66 | 19 | 35 | 54 | 73  | 17 | 3 | 9 | 12 | 36 |
| 2009–10    | Belleville Bulls   | OHL        | 58 | 13 | 43 | 56 | 87  | —  | — | — | —  | —  |
| 2009–10    | Rockford IceHogs   | AHL        | 8  | 1  | 1  | 2  | 11  | 3  | 0 | 0 | 0  | 2  |
| 2010–11    | Rockford IceHogs   | AHL        | 73 | 5  | 27 | 32 | 76  | —  | — | — | —  | —  |
| 2011–12    | Rockford IceHogs   | AHL        | 64 | 2  | 11 | 13 | 100 | —  | — | — | —  | —  |
| 2012–13    | Rockford IceHogs   | AHL        | 59 | 5  | 18 | 23 | 91  | —  | — | — | —  | —  |
| 2012–13    | Chicago Blackhawks | NHL        | 1  | 0  | 0  | 0  | 0   | —  | — | — | —  | —  |
| 2013–14    | Eisbären Berlin    | DEL        | 47 | 12 | 18 | 30 | 137 | 3  | 0 | 0 | 0  | 6  |
| NHL totalt | NHL totalt         | NHL totalt | 1  | 0  | 0  | 0  | 0   | —  | — | — | —  | —  |